# Inductieve verzameling
In de wiskunde is een inductieve verzameling een verzameling die de lege verzameling bevat en van elk element ook de opvolger, waarbij de opvolger van een verzameling {\displaystyle x} de opvolgerverzameling {\displaystyle x'=x\cup \{x\}} is. Het oneindigheidsaxioma garandeert het bestaan van een inductieve verzameling.

## Definitie
Een verzameling {\displaystyle I} heet een inductieve verzameling, als voldaan is aan:
{\displaystyle \varnothing \in I}
en voor alle {\displaystyle x\in I} geldt:
{\displaystyle x'\in I}
waarin {\displaystyle x'=x\cup \{x\}} de opvolger is van {\displaystyle x}.

## Voorbeelden

### Natuurlijke getallen
Naar een idee van Richard Dedekind worden de natuurlijke getallen gedefinieerd met behulp van inductieve verzamelingen.
{\displaystyle \mathbb {N} =\bigcap \{x\mid x\;{\text{inductief}}\}}
Aangezien de doorsnede van inductieve verzamelingen weer inductief is, vormen de natuurlijke getallen de kleinste inductieve verzameling, bestaande uit de lege verzameling en de successieve opvolgers. 
{\displaystyle \mathbb {N} =\{\varnothing ,\varnothing ',\varnothing '',\varnothing ''',\ldots \}=\{0,1,2,3,\ldots \}}

### Transfiniete ordinaalgetallen
De transfiniete ordinaalgetallen
{\displaystyle \omega +\omega =\{0,1,2,\ldots ,n,n+1,\ldots ,\omega ,\omega +1,\omega +2,\ldots \}}
vormen ook een inductieve verzameling.